# Genkai Toppa x Survivor
Genkai toppa x survivor, internacionalmente chamado Limit break x survivor (限界突破×サバイバー, Ultrapasse o limite x sobrevivente), é o 31o single do cantor japonês Kiyoshi Hikawa. É a segunda abertura de Dragon Ball Super, que foi introduzida no episódio 77 do anime depois dos acontecimentos da Saga Trunks do Futuro e início da saga Torneio do Poder. O nome da música faz referência à nova forma de Son Goku, vulgo Instinto Superior, e os sobreviventes do torneio. A canção tornou-se uma música representativa do próprio Hikawa que encarna a imagem de si mesmo que ele quer ser, e ele aprecia mesmo Son Goku como no anime. No lançamento da canção, os fãs tanto do anime quanto do cantor logo se apaixonaram pela abertura, seja pelo ritmo de rock que faz a abertura possuir um tom frenético, ou a animação da mesma, que é simplesmente fenomenal e sincronizada com os toques de guitarra e de bateria.

## Visão geral
O segundo tema de abertura do anime de TV da Fuji TV Dragon Ball Super, exceto pelo episódio final (Episódio 131), foi usado na edição da saga Sobrevivência do Universo (Episódio 77-130). A partir de novembro de 2020, foi usada como música comercial para o jogo de aplicativo de entretenimento da Bandai Namco "Dragon Ball Legends", no qual a própria pessoa aparece.
A versão TV-size (85 segundos) da mesma música foi lançada como um single limitado em 15 de fevereiro de 2017, mas tanto o CD da versão completa com refrão como o single de distribuição foram lançados em 25 de outubro de 2017 . A capa do CD mostra Son Goku, que desperta para um "trilhão" secreto e egoísta (ou seja, Instinto Superior).
O primeiro bônus limitado de produção é um jogo de arcade de cartas colecionáveis Super Dragon Ball Heroes, o Avatar dos Heróis com uma ilustração de Hikawa que imaginou um super Saiyajin pelo animador responsável pelo design de personagens do anime Dragon Ball Super. O cartão foi incluído.
Motivação, determinação, autoestima e superação de limites ligada a personalidade são os temas que são mostrados por meio da letra dessa música, que descreve a dificuldade da luta, que é maior do que o esperado e diz que é preciso abrir a porta para possibilidades e superar os limites, com a certeza de que o eu poderoso está a espera.  

## Repercussão
O vídeo com Hikawa cantando "Genkai toppa x Survivor" no Hikawa Kiyoshi Special Concert 2018 -Kiyoshi konoyoru Vol. 18-, realizada no Tokyo International Forum Sala A, nos dias 13 e 14 de dezembro de 2018, foi lançado na conta oficial da Nippon Columbia no YouTube em 20 de maio de 2019 e ultrapassou de 1 milhão de visualizações em cerca de 10 dias a partir do lançamento. Em 18 de maio do mesmo ano, ficou em primeiro lugar no Japão e em 4º nos trending topics mundiais do Twitter.
Em 31 de dezembro de 2019, Hikawa, para comemorar o sucesso da música, cantou "Genkai toppa x survivor" (montado no Shenlong) ao vivo do 70o NHK Kouhaku Utagassen, e sua performance foi um sucesso. No 71o NHK Kouhaku do ano seguinte (2020), Hikawa repetiu o feito: durante a execução de "Genkai toppa", ele apareceu vestido de branco (como guerreiro preso na jaula), depois de vermelho (como guerreiro livre) e, por fim, vestindo dourado que ultrapassa tudo, e repetiu o sucesso da performance anterior  . Como resultado, "Genkai toppa x Survivor" atraiu espectadores em todo o país (e também no resto do mundo, mais do que o anime Dragon Ball Super em si) e se tornou sua magnum opus. A apresentação especial se deu na Edição 73 no Kouhaku no dia 31 de dezembro de 2022, aquilo que seria a última performance de Hikawa antes da suspensão de atividades de cantor.

## Músicas
1. Genkai toppa x survivor [3:52] 
Letra: Yukinojo Mori, Música: Takafumi Iwasaki, Arregimentação: Hiroaki Kagoshima
As letras foram escritas por Yukinojo Mori, seguindo o tema de abertura "Chozetsu ☆ Dynamic!" do anime Dragon Ball Super cantado por Kazuya Yoshii. Foi a primeira música de anime de Kiyoshi Hikawa, e em uma conversa com Masako Nozawa, ele comentou: "Sempre quis cantar uma música de anime, então meu desejo se tornou realidade ."
2. Genkai toppa x survivor (Karaokê) [3:53] 
3. Genkai toppa x survivor (Instrumental A-type) [1:28]
Música: Takafumi Iwasaki, Arranjo e regência: Norihito Sumitomo
4. Genkai toppa x survivor (Instrumental B-type) [1:36]
Música: Takafumi Iwasaki, Arranjo e regência: Norihito Sumitomo
5. Genkai toppa x survivor (Instrumental C-type) [2:29]
Música: Takafumi Iwasaki, Arranjo e regência: Norihito Sumitomo
6. Genkai toppa x survivor (Subtitle) [0:12]
Música: Takafumi Iwasaki, Arranjo e regência: Norihito Sumitomo
7. Genkai toppa x survivor (Yokoku) [0:31]
Música: Takafumi Iwasaki, Arranjo e regência: Norihito Sumitomo

## Histórico de canto no NHK Kouhaku Utagassen
| Ano/horas de transmissão | Tempos de canto | Conta                                                                            |
| ------------------------ | --------------- | -------------------------------------------------------------------------------- |
| 2019 (edição 70)         | Primeira vez    | Apresentado como "Kouhaku Genkai Toppa Special Medley", cantar na frente do tori |
| 2020 (edição 71)         | 02              | Show solo                                                                        |
| 2022 (edição 73)         | 03              | Apresentação especial                                                            |

## Versãolusófona brasileiradeRodrigo Rossi
Em outubro de 2018, o cantor e musicista Rodrigo Rossi já havia divulgado a versão full de “Limit Break X Survivor“, tema da 2ª abertura de Dragon Ball Super, que contou com participação do pessoal do Projeto Remake. Ele regravou a versão em português para "Genkai toppa x survivor" também para seu álbum digital "ANNO: X", também disponível na versão física, lançada em dezembro daquele ano.

## Covers
- Nohana (Hana Minamino) (Nihongo de asobo - Vamos jogar em japonês, 2022)
- Junretsu (Shin BS Nippon no Uta, NHK BS PREMIUM, transmitido em 15 de janeiro de 2023)

## Desempenho nas paradas musicais
| País - Parada musical (2017) | Melhor posição |
| ---------------------------- | -------------- |
| Japão - Oricon               | 3              |

## Prêmios e indicações
"Genkai toppa x survivor" ganhou o Prêmio Japan Record Awards (Edição 61) por Melhor Composição para Takafumi Iwasaki em 2019.
Em 14 de julho de 2020, a mesma ganhou o prêmio AMD Awards 2020 por Melhor Excelência na categoria Digital Contents of the Year.